# Secretos del Paraíso
Secretos del Paraíso, é uma telenovela colombiana produzida por RCN Televisión e emitida pelo MundoFox,  estreado por Iván López, Juan Pablo Espinosa, Jorge Cao, Patricia Tamayo, Linda Baldrich e Natalia Durán. É uma adaptação de La maldición del paraíso, realizado em 1993 com a história original de Mónica Agudelo.

## Elenco
- Natalia Durán, como Victoria Márquez
- Iván López, como Alejandro Soler
- Juan Pablo Espinosa, como Cristóbal Soler
- Jorge Cao, como Guillermo Soler
- Patricia Tamayo, como Helena de Soler
- Linda Baldrich, como Lucía
- Liz Bazurto, como Sonia
- Carlos Torres, como Julián
- Mateo Rueda, como Daniel
- Marcela Gallego, como Esmeralda
- Gloria Gómez, como Fernanda Soler
- Silvia De Dios, como Eugenia
- Ernesto Benjumea, como Ricardo
- Estefanía Borge, como Mariana
- Alina Lozano, como Mercedes
- Germán Quintero, como Manuel
- María José Martínez, como Mapi
- Susana Rojas, como Marisol
- Carlos Hurtado, como Roberto
- Juan Fernando Sánchez, como Federico
- Lisbeth Cepeda, como Azucena
- María Barreto, como Lina
- Victoria Gaitán, como Sandra
- Diana Wiswell, como Rubi
- Nestor Alfonso Rojas, como Tacho
- Jhao Salinas, como Marcelo